# Famille de Blois de La Calande
La famille de Blois de La Calande est une famille subsistante de la noblesse française, originaire de Laon, en Picardie.
Elle compte parmi ses membres des officiers dont l'un sera général, des hommes politiques, deux archéologues, un journaliste.

## Histoire
Gustave Chaix d'Est-Ange écrit que la famille de Blois de La Calande est originaire de la ville de Laon (Aisne), en Haute-Picardie, où elle appartenait à la bourgeoisie au XVe siècle. En 1668, elle a été maintenue noble par l'intendant Caumartin sur preuves de 1530.
Subsistante, elle est adhérente de l'ANF depuis le 22 décembre 1945.

## Personnalités

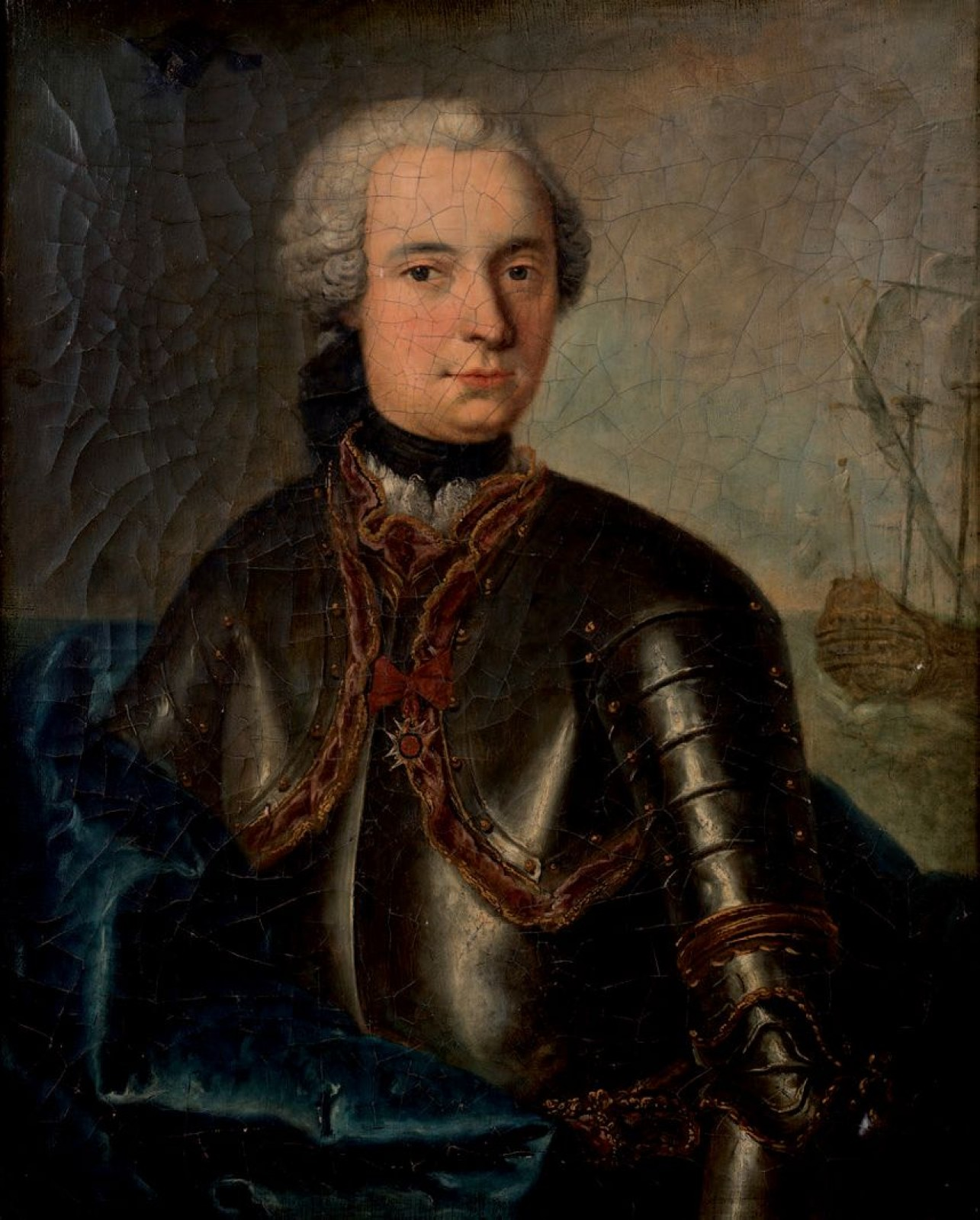
François-Julien de Blois de La Calande (1718 - 1766)

- Timothée de Blois (mort en 1719), écuyer, officier de Marine, compagnon de Duguay-Trouin, il mourra des suites de ses blessures[5].
- Aymar de Blois de La Calande (1760-1852), capitaine de vaisseau, archéologue, conseiller général du Finistère (1806-1816), cofondateur de la Société d'agriculture de Morlaix
- Aymar de Blois de La Calande (1804-1874), neveu du précédent[6], archéologue, député du Finistère de 1849 à 1851
- Georges-Aymar de Blois de La Calande (1849-1906), neveu du précédent[6], maire, conseiller général, sénateur de Maine-et-Loire de 1895 à 1906
- Louis de Blois de La Calande (1880-1945), officier de marine, journaliste, maire, conseiller général, sénateur de Maine-et-Loire de 1922 à 1941
- Étienne de Blois de La Calande (1801-1879), général de brigade, grand officier de la Légion d'honneur.
- Albert-Jean-Joseph-Marie de Blois de La Calande (1887-1974), colonel de cavalerie, officier de la Légion d'honneur[7].

## Armes
Armes de la famille de Blois de La Calande : D'argent à 2 fasces de gueules chargées chacune de 3 annelets d'or.

## Possessions
- Château du Bois au Voyer

## Titres
La famille de Blois n'est pas titrée, mais ses membres portent un titre de courtoisie de comte[réf. nécessaire].

## Alliances
Les principales alliances de la famille sont : de Falloux, de Riencourt, Péan de Livaudière, de Gouyon de Coipel, de La Grandière, de Bricqueville, de Poulpiquet de Brescanvel, Houitte de La Chesnais, Potiron de Boisfleury, du Boishamon, de Boissieu, Tillette de Clermont-Tonnerre, de Penfentenyo de Cheffontaines, Meaudre des Gouttes, Le Boucher d'Hérouville, Dimier de La Brunetière, de Kersauson-Kerjean, Bonnin de La Bonninière de Beaumont, Augier de Moussac et de Crémiers, de Monteynard, Le Bault de La Morinière, de Maillé de La Tour-Landry, de Grimaudet de Rochebouët, Meaudre de Sugny, de Rotalier, de Froment.